# Bartosz Ława
Bartosz Ława (ur. 26 lutego 1979 w Trzebiatowie) – polski piłkarz, środkowy pomocnik defensywny.

## Życiorys
Jest wychowankiem Pogoni Szczecin, w której grał początkowo w latach 1996-2002 (wicemistrzostwo Polski 2001). Występował też w Amice Wronki, Widzewie Łódź, Arce Gdynia. 29 czerwca 2010 podpisał ponownie kontrakt z Pogonią Szczecin. W ekstraklasie debiutował w barwach Pogoni 9 września 1998 roku w meczu z Zagłębiem Lubin. Ma na swoim koncie występy w młodzieżowych reprezentacjach Polski. Długotrwałe i nasilające się poważne kontuzje sprawiały, iż piłkarz kilkakrotnie nosił się z zamiarem zakończenia kariery. W sezonie 2006/2007, po powrocie do ekstraklasy Ława kolejny raz doznał poważnej kontuzji, groził mu nawet trwały paraliż ciała. Wszystko jednak ułożyło się szczęśliwie, a piłkarz występował w gdyńskim klubie, gdzie był jednym z ulubieńców kibiców. W 2010 roku wrócił do Pogoni, gdzie szybko przejął opaskę kapitana. W 2012 roku wywalczył z klubem awans do Ekstraklasy. 28 września 2013 roku wystąpił w swoim jubileuszowym, dwusetnym meczu w Ekstraklasie przeciwko Cracovii. Mecz zakończył się zwycięstwem Pogoni 1:0, a Bartosz Ława został zmieniony w 79 minucie. Pod koniec maja 2014 roku klub dał Ławie wolną rękę w poszukiwaniu nowego klubu. W sezonie 2014/15 grał w Arce Gdynia, gdzie w 31 meczach strzelił trzy gole. We wrześniu 2015 roku rozpoczął grę w trzecioligowej Vinecie Wolin. W latach 2017–2021 reprezentował barwy Chemika Police, a od 2021 do 2023 piłkarz rezerw Pogoni Szczecin. Od 2023 zawodnik niemieckiego klubu Penkuner SV Rot-Weiß.
Występował także w drużynach piłki plażowej jak Unity Line Szczecin czy Team Słupsk. Mistrz Polski oraz MVP w siatkonodze z 2008 roku.

## Statystyki kariery
Aktualne na dzień 14 lutego 2015 roku.
| Klub              | Sezon             | Liga              | Liga  | Liga   | Puchar kraju | Puchar kraju | Puchar ligi | Puchar ligi | Puchary europejskie | Puchary europejskie | Baraże | Baraże | Suma  | Suma   |
| Klub              | Sezon             | Liga              | Mecze | Bramki | Mecze        | Bramki       | Mecze       | Bramki      | Mecze               | Bramki              | Mecze  | Bramki | Mecze | Bramki |
| ----------------- | ----------------- | ----------------- | ----- | ------ | ------------ | ------------ | ----------- | ----------- | ------------------- | ------------------- | ------ | ------ | ----- | ------ |
| Pogoń Szczecin    | 1998/99           | I liga            | 3     | 0      | 1            | 0            | –           | –           | –                   | –                   | –      | –      | 4     | 0      |
| Pogoń Szczecin    | 1999/00           | I liga            | 18    | 3      | 1            | 0            | 4           | 0           | –                   | –                   | –      | –      | 23    | 3      |
| Pogoń Szczecin    | 2000/01           | I liga            | 15    | 0      | 1            | 0            | 5           | 0           | –                   | –                   | –      | –      | 21    | 0      |
| Pogoń Szczecin    | 2001/02           | I liga            | 9     | 0      | 1            | 0            | 1           | 0           | 0                   | 0                   | –      | –      | 11    | 0      |
| Pogoń Szczecin    | 2002/03           | I liga            | 3     | 0      | 0            | 0            | –           | –           | –                   | –                   | –      | –      | 19    | 0      |
| Amica Wronki      | 2002/03           | I liga            | 14    | 0      | 1            | 0            | –           | –           | 1                   | 0                   | –      | –      | 19    | 0      |
| Amica Wronki      | 2003/04           | I liga            | 0     | 0      | 0            | 0            | –           | –           | –                   | –                   | –      | –      | 11    | 1      |
| Widzew Łódź       | 2003/04           | I liga            | 11    | 1      | –            | –            | –           | –           | –                   | –                   | –      | –      | 11    | 1      |
| Arka Gdynia       | 2004/05           | II liga           | 25    | 7      | 4            | 0            | –           | –           | –                   | –                   | –      | –      | 29    | 7      |
| Arka Gdynia       | 2005/06           | I liga            | 17    | 2      | 1            | 0            | –           | –           | –                   | –                   | 1      | 0      | 19    | 2      |
| Arka Gdynia       | 2006/07           | I liga            | 26    | 1      | 3            | 0            | –           | –           | –                   | –                   | –      | –      | 29    | 1      |
| Arka Gdynia       | 2007/08           | II liga           | 24    | 1      | 3            | 0            | –           | –           | –                   | –                   | –      | –      | 27    | 1      |
| Arka Gdynia       | 2008/09           | Ekstraklasa       | 30    | 2      | 2            | 0            | 7           | 1           | –                   | –                   | –      | –      | 39    | 3      |
| Arka Gdynia       | 2009/10           | Ekstraklasa       | 29    | 4      | 2            | 0            | –           | –           | –                   | –                   | –      | –      | 31    | 4      |
| Pogoń Szczecin    | 2010/11           | I liga            | 30    | 7      | 2            | 1            | –           | –           | –                   | –                   | –      | –      | 32    | 8      |
| Pogoń Szczecin    | 2011/12           | I liga            | 31    | 6      | 0            | 0            | –           | –           | –                   | –                   | –      | –      | 31    | 6      |
| Pogoń Szczecin    | 2012/13           | Ekstraklasa       | 15    | 1      | 1            | 0            | –           | –           | –                   | –                   | –      | –      | 16    | 1      |
| Pogoń Szczecin    | 2013/14           | Ekstraklasa       | 28    | 0      | 1            | 0            | –           | –           | –                   | –                   | –      | –      | 29    | 0      |
| Arka Gdynia       | 2014/15           | I liga            | 18    | 3      | 1            | 0            | –           | –           | –                   | –                   | –      | –      | 19    | 3      |
| Ogółem            | Pogoń Szczecin    | Pogoń Szczecin    | 152   | 17     | 8            | 1            | 10          | 0           | 0                   | 0                   | –      | –      | 170   | 18     |
| Ogółem            | Amica Wronki      | Amica Wronki      | 14    | 0      | 1            | 0            | –           | –           | 1                   | 0                   | –      | –      | 16    | 0      |
| Ogółem            | Widzew Łódź       | Widzew Łódź       | 11    | 1      | –            | –            | –           | –           | –                   | –                   | –      | –      | 11    | 1      |
| Ogółem            | Arka Gdynia       | Arka Gdynia       | 169   | 20     | 16           | 0            | 7           | 1           | –                   | –                   | 1      | 0      | 203   | 21     |
| Ogółem w karierze | Ogółem w karierze | Ogółem w karierze | 346   | 38     | 25           | 1            | 17          | 1           | 1                   | 0                   | 1      | 0      | 390   | 40     |